# Wet Behind The Ears
Wet Behind The Ears es un álbum de The Brass Buttons, banda de country rock y pop de El Puerto de Santa María (Cádiz, España). El álbum fue grabado y producido por Paco Loco en sus estudios y masterizado por Mario Alberni en Kadifornia 2008. Rock Indiana publica el álbum en diciembre de 2008.

## Canciones
El disco se compone de 13 temas:
1. "American dream" - 3´31’
2. "Hollywood song" -  3’25’’
3. "St. Valentine’s day" -  3’49’’
4. "For the first time" -  3’32’’
5. "Buenas noches California" -  3’40’’
6. "Wet behind the ears" -  3’37’’
7. "Roses on your hair" -  3’01’’
8. "Rescue me" -  3’27’’
9. "Second chance" -  4’08’’
10. "Regrets" -  2’51’’
11. "I can’t sleep" -  3’17’’
12. "Don’t leave me, don’t say goodbye" -  2’59’’
13. "Seventeen girl" -  3’57’’

- Duración total: 45’19’’

## Miembros
- María Palacios: Lead vocal
- David Ponce: Electric guitars
- Juanlu González: Bass
- Antonio Serrano: Drums, percussion, vocals
- David Gómez-Calcerrada: 6 & 12 strings acoustic guitars, vocals
- Víctor Navarro: Electric & acoustic guitars, madolin, keyboards, programming, vocals

Colaboraciones
- María del Mar Armario : Lead vocal on ‘St. Valentine’s day’, ‘Roses on your hair’, ‘17 girl’, ‘Buenas noches California’
- Paco Loco : Electric guitars on ‘Rescue me’, ‘I can’t sleep’, ‘For the first time’
- Nacho Fernández : Lead vocal on ‘Regrets’
- Pedro F. Perles : Electric guitar on ‘Roses on your hair’

## Créditos
- All songs written and arranged by The Brass Buttons
- Recorded and Produced by Paco Loco at ‘El Estudio de Paco Loco’, El Puerto de Santa María (Cádiz), July 2008.
- Mastered by Mario G. Alberni at ‘Kadifornia’, El Puerto de Santa María (Cádiz), August 2008
- Art Direction: José Fragoso
- Photography: Samuel Gómez-Calcerrada

## Agradecimientos
Rock Indiana, María del Mar Armario, Nacho Gómez, Paco Loco y Muni Camón, Nacho Fernández, Pedro F. Perles, Pepe Palacios, Antonio Sierra, Mario G. Alberni, Salvador Catalán, Isa Castrejón y José Fragoso, Serpientes, Adolfo Sánchez (Música Cósmica), Marc Picanyol (Cactus66), Inés y Pepe Escribano (Escridiscos), Jesús Guisado (Freek) Maria del Mar Expósito, Milagros Feria, Ana Navarro, Victoriano Navarro, Ramiro González, Carlos Hohr, Evita, Samuel y Marta, Miguel E. Puig, Nacho Ruiz, Maribel y Serafín, Jarvi, Juan A. Vivas, Nena y Ángel, Carmen Jiménez, Rafa y Pili, Antoñito Serrano, María Serrano, Domingo Puerto, José Manuel Lojo, Cuqui, Eugenio Espinosa, Joaquín, Arancha Romero, Eva y Edu, Ángel e Ilu, Mercedes y Juanma, Martina Palacios, Trinidad Guerra, María José Palacios, Paloma Palacios, Angélica Valimaña y Marcos Rivero, Manolo González y Lola Delgado, Ana, Carlos y Guillermo González, Marco González y Mamen Ramírez, Alicia y Carolina González, Macarena González, Rocío González y Fernando Arteaga, Fernandito y Pablo Arteaga, Genaro González, Sergio Borreguero.